# Valletta Football Club 2017-2018
Questa voce raccoglie le informazioni riguardanti il Valletta Football Club nelle competizioni ufficiali della stagione 2017-2018.

## Rosa
Fonte:
| N. |                      | Ruolo | Calciatore       |
| -- | -------------------- | ----- | ---------------- |
|    | Malta (bandiera)     | P     | Henry Bonello    |
|    | Malta (bandiera)     | P     | Nicky Vella      |
|    | Malta (bandiera)     | D     | Jean Borg        |
|    | Malta (bandiera)     | D     | Steve Borg       |
|    | Malta (bandiera)     | D     | Ryan Camilleri   |
|    | Malta (bandiera)     | D     | Jonathan Caruana |
|    | Argentina (bandiera) | D     | Juan Gill        |
|    | Brasile (bandiera)   | D     | Romeu            |
|    | Malta (bandiera)     | D     | Dario Tabone     |
|    | Malta (bandiera)     | D     | Joseph Zerafa    |
|    | Malta (bandiera)     | C     | Shaun Dimech     |
|    | Malta (bandiera)     | C     | Russell Fenech   |

| N. |                            | Ruolo | Calciatore         |
| -- | -------------------------- | ----- | ------------------ |
|    | Malta (bandiera)           | C     | Rowen Muscat       |
|    | Italia (bandiera)          | C     | Claudio Pani       |
|    | Rep. Dominicana (bandiera) | C     | Enmy Peña          |
|    | Malta (bandiera)           | C     | Matthew Spiteri    |
|    | Oman (bandiera)            | A     | Raed Ibrahim Saleh |
|    | Argentina (bandiera)       | A     | Santiago Malano    |
|    | Malta (bandiera)           | A     | Kyrian Nwoko       |
|    | Italia (bandiera)          | A     | Matteo Piciollo    |
|    | Estonia (bandiera)         | A     | Albert Prosa       |
|    | Malta (bandiera)           | A     | Nicholas Pulis     |
|    | Malta (bandiera)           | A     | Jurgen Suda        |